# 希林娜依·高媒体作品列表
希林娜依·高媒体作品列表主要列举中国大陆女歌手希林娜依·高所参与的影视作品，晚会活动等

## 常驻综艺
| 播出日期        | 频道     | 名稱             | 备注               |
| 7月14日-10月8日 | 浙江卫视 | 中国新歌声第二季 | 最终获得那英组亚军 |

| 播出日期          | 频道     | 名稱           | 备注                                                 |
| 5月2日-7月4日     | 腾讯视频 | 创造营2020     | 总决赛中以第一名的成绩出道，担任硬糖少女303C位和队长 |
| 10月11日-12月27日 | 东方卫视 | 我们的歌第二季 | 新声歌手                                             |

| 播出日期      | 频道     | 名稱     | 备注   |
| 4月3日-6月5日 | 东方卫视 | 金曲青春 | 创家族 |

| 播出日期        | 频道     | 名稱           | 备注     |
| 8月5日-10月28日 | 浙江卫视 | 2022中国好声音 | 导师助教 |

| 播出日期              | 频道     | 名稱                | 备注           |
| 1月1日-               | 星空卫视 | 小小好声音          | 导师           |
| 4月28日-7月14日       | 浙江卫视 | 天赐的声音 (第四季) | 常驻音乐合伙人 |
| 9月15日-9月22日       | 江西卫视 | 跨越时空的旋律      |                |
| 11月5日-2024年1月21日 | CCTV-3   | 乐在旅途            | 寻音乐队       |

| 播出日期        | 频道     | 名稱               | 备注                |
| 2月16日-4月19日 | 浙江卫视 | 17号音乐仓库第二季 | 主理人              |
| 8月17日-11月2日 | CCTV-3   | 乐在旅途 第二季    | 寻音乐队 缺席第10期 |

| 播出日期       | 频道     | 名稱                | 备注                 |
| 2月7日-4月11日 | 浙江卫视 | 17号音乐仓库 第三季 | 仓库主理人 缺席第4期 |
| 3月29日-       | CCTV-3   | 乐在旅途 第三季     | 寻音乐队             |

## 飞行综艺
| 日期    | 频道     | 节目名称       | 期数 | 备注 |
| 9月26日 | 北京卫视 | 跨界歌王第五季 | 11   |      |

| 日期             | 频道     | 节目名称                    | 期数 | 备注                       |
| 1月6日-7日       | 腾讯视频 | 令人心动的offer第二季       | 9-10 |                            |
| 1月16日          | 湖南卫视 | 快乐大本营                  | -    |                            |
| 1月16日          | 东方卫视 | 我们的歌 第二季哞哞嗨唱大会 | -    | 《我们的歌第二季》新春特辑 |
| 9月19日-10月10日 | 江苏卫视 | 蒙面舞王 (第二季)           | 7-10 | 蒙面舞者                   |
| 9月30日-10月9日  | CCTV-3   | 你好生活 (第三季)           | 8-9  |                            |
| 10月10日-17日    | 优酷     | 中国潮音                    | 5-6  | 助演嘉宾                   |
| 10月15日         | 浙江卫视 | 2021中国好声音              | 15   |                            |

| 日期                       | 频道     | 节目名称            | 期数   | 备注           |
| 3月11日-19日、4月1日       | 浙江卫视 | 天赐的声音 (第三季) | 1-3    | 飞行音乐合伙人 |
| 4月30日                    | 湖南卫视 | 你好星期六          | -      | 嘉宾           |
| 7月8日                     | 浙江卫视 | 奔跑吧 (第十季)     | 9      | 嘉宾           |
| 11月8日-11月12日、12月24日 | 北京卫视 | 最美中轴线 第二季   | 2-3、8 | -              |

| 日期          | 频道     | 节目名称             | 期数 | 备注         |
| 1月7日-14日   | 北京卫视 | 最美中轴线 第二季    | 9-10 |              |
| 1月15日       | 浙江卫视 | 加康加年味           | 4    |              |
| 2月10日       | 湖南卫视 | 时光音乐会 (第二季)  | 10   | 时光音乐人   |
| 3月1日        | 央视     | @青春2023            | -    |              |
| 4月29日       | CCTV-3   | 灯火里的中国         | -    |              |
| 4月30日       | CCTV-1   | 经典咏流传 正青春    | -    |              |
| 6月17日       | 海南卫视 | 大使家宴             | -    |              |
| 7月29日       | 愛奇藝   | 中国说唱巅峰对决2023 | 12   | 巅峰助演嘉宾 |
| 10月7日       | CCTV-3   | 你好生活 (第四季)    | 12   | 嘉宾         |
| 10月11日      | 芒果TV   | 一小时经纪人         | 13   |              |
| 10月13日      | 湖南卫视 | 中国有滋味           | 11   | 飞行食客     |
| 10月16日      | 央视频   | 2023央视频幸福之夜   | -    |              |
| 10月21日      | CCTV-1   | 美美与共             | -    |              |
| 10月21日-28日 | 湖南卫视 | 时光音乐会·老友记    | 7-8  | 时光老友     |
| 12月23日      | CCTV-4   | 远方的家旅行加速度   | -    |              |
| 12月29日      | 北京卫视 | 最美中轴线 第三季    | 2    |              |

| 日期                             | 频道           | 节目名称          | 期数        | 备注           |
| 1月19日、3月1日                  | 北京卫视       | 最美中轴线 第三季 | 5、10       |                |
| 5月4日                           | 江西卫视       | 2024新民歌大会    | 1           |                |
| 5月10日、5月24日、6月28日-7月5日 | 浙江卫视       | 天赐的声音 第五季 | 3、5、10-11 | 飞行音乐合伙人 |
| 6月8日                           | CCTV-1         | 美美与共          | -           |                |
| 6月21日                          | 浙江卫视       | 奔跑吧 第十二季   | 9           | 嘉宾           |
| 7月13日                          | 爱奇艺         | 新说唱2024        | 11          | 帮唱女神       |
| 8月2日                           | 浙江卫视、优酷 | 闪光的夏天        | 5           | 闪光助燃嘉嘉宾 |
| 8月4日                           | CCTV-1         | 三餐四季          | -           |                |
| 8月24日                          | 芒果TV         | 甜蜜的任务        | -           |                |
| 11月15日、12月27日               | 浙江卫视       | 有歌2024          | 6、12       | 音乐推荐人     |
| 11月16日                         | 浙江卫视       | 听说很好吃 第四季 | 12          | 好吃挚友       |
| 11月16日                         | CCTV-3         | 衣锦天下          | -           |                |
| 12月20日-27日                    | 湖南卫视       | 时光音乐会 第四季 | 11-12       | 飞行嘉宾       |
| 12月28日                         | CCTV-3         | 五彩云霞共欢歌    | -           |                |

| 日期         | 频道   | 节目名称                | 期数  | 备注     |
| 1月6日-13日  | 芒果TV | 宝贝有戏·天籁童声研学季 | 2-3   | 助力导师 |
| 3月8日、22日 | CCTV-2 | 澳门双行线2             | 10-11 |          |

## 音乐剧
| 年份 | 日期          | 地点 | 名称   | 角色   | 备注       |
| 2024 | 3月22日-23日  | 上海 | 我要你 | 李小香 | 首部音乐剧 |
| 2024 | 8月29日-30日  | 北京 | 我要你 | 李小香 |            |
| 2024 | 10月29日-30日 | 重庆 | 我要你 | 李小香 |            |

## 晚会
| 播出日期 | 频道     | 名稱                       | 演唱歌曲                                             |
| 1月16日  | 虎牙直播 | 非凡之夜                   | 《不可阻挡》                                         |
| 2月1日   | 江苏卫视 | 2022幸福合家欢春节联欢晚会 | 《光之翼》                                           |
| 2月14日  | 河南卫视 | 元宵奇妙夜                 | 《隐形纪念》                                         |
| 2月15日  | 江苏卫视 | 2022江苏卫视元宵晚会       | 《Mirror》                                           |
| 10月4日  | CCTV-3   | 最亿是重阳                 | 《骄傲》                                             |
| 11月9日  | 河南卫视 | 国潮盛典                   | 《栩栩》                                             |
| 11月20日 | 央视频   | 央视频之夜                 | 《年轻的战场》、《时光线》                           |
| 12月31日 | 浙江卫视 | 美好跨年夜                 | 《大圣》、《梦想天堂》（与白小白、吴莫愁、沙溢合作） |

| 播出日期 | 频道             | 名稱                               | 演唱歌曲                                                                               |
| 1月14日  | CCTV-1、CCTV-3   | 央视网络春晚                       | 《无畏的你》（与蔡程昱合作）                                                           |
| 1月20日  | CCTV-1           | 古韵新声春节                       | 《盛世华章》                                                                           |
| 1月20日  | CCTV-3           | 春晚倒计时                         | 《Mirror》                                                                             |
| 1月20日  | 央视频           | Young在春晚                        | 《对世界说你好》                                                                       |
| 1月20日  | 中央广播电视总台 | 2023年中央广播电视总台春节联欢晚会 | 《是妈妈是女儿》（与黄绮珊合作）                                                       |
| 1月21日  | 江苏卫视         | 2023幸福合家欢春节联欢晚会         | 《夜航星》（与Tarzan泰山乐队合作合作                                                   |
| 1月21日  | 陕西卫视         | 2023丝路春晚                       | 《千年之语》                                                                           |
| 1月21日  | 海南卫视         | 2023海南省春节联欢晚会             | 《海风吹》、《U》                                                                      |
| 1月24日  | 腾讯视频         | 2023网络视听年度盛典               | 《望星空》（与吴磊、赵今麦、汪苏泷合作）、《中国梦我的梦》                             |
| 1月25日  | 浙江卫视         | 2023美好新歌会                     | 《微光》、《经年》                                                                     |
| 2月5日   | 中央广播电视总台 | 2023年中央广播电视总台元宵晚会     | 《熠熠的光》（与黄绮珊合作）                                                           |
| 2月5日   | 江苏卫视         | 2023江苏卫视元宵晚会               | 《瑕面舞会》                                                                           |
| 2月25日  | 北京卫视         | 我的桃花源奇遇盛典                 | 《我的桃花源》                                                                         |
| 2月26日  | YY直播           | YY 2022年度巅峰盛典                | 白鸽                                                                                   |
| 3月6日   | 虎牙直播         | 非凡之夜                           | 《STAR WALKIN'》                                                                       |
| 4月18日  | Z视介、浙江卫视  | Z视介启动飙歌会                    | 《师傅，什么是爱情》                                                                   |
| 4月28日  | Z视介、浙江卫视  | 天赐非凡歌会                       | 《我多想拥抱你》、《回避型依恋者》、《师傅，什么是爱情》、《熠熠的光》（与黄绮珊合作） |
| 5月3日   | CCTV-1           | 奔跑的青春——2023五四青年节特别节目 | 《国色山河》（与陈伟霆合作）                                                           |
| 6月28日  | 新疆卫视         | 古尔邦节晚会                       | 《千年之语》                                                                           |
| 8月18日  | 腾讯视频         | 超级818汽车狂欢夜                  | 《鲸》、《OY》（与傻子与白痴合作）                                                     |
| 9月29日  | 中央广播电视总台 | 2023年中央广播电视总台中秋晚会     | 《九州》（与李玉刚合作）                                                               |
| 9月29日  | 湖南卫视         | 中秋之夜                           | 《城里的月光》                                                                         |
| 10月15日 | 抖音             | 美好奇妙夜                         | 《想见你 想见你 想见你》（与颜人中合作）                                               |
| 12月31日 | 中央广播电视总台 | 启航2024——中央广播电视总台跨年晚会 | 《明日序言》（与蔡程昱合作)                                                            |
| 12月31日 | 浙江卫视         | 一路有你                           | 《派对动物》（与王琳凯合作)、《师傅，什么是爱情》                                      |
| 12月31日 | 北京卫视         | 跨年之夜                           | 《牧马人》（与杨坤合作）、《云泥》                                                     |

| 播出日期 | 频道                   | 名稱                                                         | 演唱歌曲                                                                    |
| 1月1日   | 中央广播电视总台       | 杨帆远航大湾区——2024新年音乐会                               | 《刀剑如梦+江湖笑》（与炎明熹合作）                                         |
| 1月27日  | 央视频                 | 航空之夜                                                     | 《宇宙那么大，我想去看看》（与吴莫愁、姚琛、王赫野、段艺璇、BEJ48合作）     |
| 2月2日   | CCTV-1、CCTV-3         | 央视网络春晚                                                 | 《365个祝福》（与陈瑶、姚琛、周九良 、冬冬和37 、派小轩、单禹豪、谭泉合作） |
| 2月2日   | 快手                   | 老铁联欢晚会                                                 | 《我的纸飞机》（与韩妮、土豆子、新儿妈妈合作）                              |
| 2月3日   | 优酷                   | 2024网络视听年度盛典                                         | 《沙与海》（与阿里大文娱数字演员厘里、王晰、天使、彭博合作）                |
| 2月4日   | CCTV-3、CCTV-15        | 新春非遗之夜                                                 | 《国色》（与黄龄合作）                                                      |
| 2月5日   | CCTV-1、 CCTV-4        | 经典之夜                                                     | 《绒花》（与王莉合作）                                                      |
| 2月7日   | 山东卫视               | 山东春节联欢晚会                                             | 《父亲写的散文诗》、《龙的传人》（与于毅、陈彼得、文吉儿合作）              |
| 2月9日   | CCTV-1                 | 龙腾虎跃·中国年味                                            | 《人间好时节》                                                              |
| 2月9日   | 中央广播电视总台       | 2024年中央广播电视总台春节联欢晚会                           | 《我会等》（与黄霄云合作）                                                  |
| 2月10日  | 中国各大卫视及网络平台 | 百花迎春-中国文学艺术界2024春节大联欢                        | 《骁》李斯丹妮、井胧、王琳凯合作）                                          |
| 2月10日  | CCTV-1                 | 美在新疆                                                     | 《千年之语》                                                                |
| 2月10日  | 江苏卫视               | 2024幸福合家欢春节联欢晚会                                   | 《缘分一道桥》                                                              |
| 2月16日  | CCTV-7                 | 爱我国防                                                     | 《如愿》                                                                    |
| 2月24日  | 江苏卫视               | 2024江苏卫视元宵晚会                                         | 《别为难星星》                                                              |
| 4月30日  | 湖南卫视               | 2024年湖南省庆祝“五一”国际劳动节大会暨第二届湖湘工匠发布仪式 | 《岁月》（与方欢、龙飞利、胡瑶、陈霞、熊艳合作）                            |
| 5月1日   | CCTV-1、CCTV-3         | 2024五一国际劳动节“心连心”特别节目                           | 《明日序言》（与黄子弘凡合作）                                              |
| 6月8日   | 中国各大卫视           | 与人民同行——文艺志愿服务助力区域协调发展原创行动特别节目     | 《一湾潮起》                                                                |
| 6月10日  | 中央广播电视总台       | 奋楫家国——碧水长歌颂端阳2024                                 | 《我们同唱一首歌》(与李圣杰合作)                                            |
| 6月11日  | 北京卫视               | 滚烫歌会                                                     | 《听妈妈讲那过去的故事》+《梨花又开放》(与黄绮珊合作)                       |
| 6月17日  | 湖南卫视               | 618开心夜                                                    | 《离别开出花》（与金志文合作)                                               |
| 6月28日  | CCTV-1                 | 2024中国·AI盛典                                              | 《时光线》                                                                  |
| 7月13日  | 芒果TV                 | 青春芒果夜                                                   | 《炽心》                                                                    |
| 9月16日  | 厦门卫视               | 中华情·中国梦中秋展演                                        | 《我们同唱一首歌》(与颜人中合作)、《明日序言》、《我和我的祖国》(大合唱)    |
| 9月17日  | 中央广播电视总台       | 2024年中央广播电视总台中秋晚会                               | 《在银色的月光下》                                                          |
| 9月22日  | CCTV-6                 | 2024大湾区电影音乐晚会                                       | 《天地龙鳞》+《大中国》(大合唱)、《You Raise Me Up》(与韦唯合作)            |
| 9月30日  | 中央广播电视总台       | 中国梦·家园情——2024国庆特别节目                              | 《歌行四方》(与阿兰合作)                                                    |
| 10月12日 | 抖音                   | 抖音美好奇妙夜                                               | 《经过》（与Miyavi合作)                                                     |
| 11月2日  | 抖音                   | 熠熠生辉灯火之夜                                             | 《听我的心跳》、《焰》、《热辣滚烫》                                        |
| 12日16日 | 微博                   | 庆祝澳门回归祖国25周年                                       | 《一湾潮起》                                                                |
| 12月28日 | CCTV-3                 | 和美之夜                                                     | 《热辣滚烫》、《敬和美生活》(与张英席、乌兰图雅、王琪合作)                  |
| 12月31日 | 浙江卫视               | 2024—2025浙江卫视跨年晚会                                    | 《炽心》、《莫怕莫怕》(与李昀锐合作)                                        |
| 12月31日 | 北京卫视               | 跨年之夜                                                     | 《Wild World》                                                              |
| 12月31日 | 中央广播电视总台       | 启航2025——中央广播电视总台跨年晚会                           | 《答案》(与于朦胧合作)                                                      |

| 播出日期 | 频道                       | 名稱                                      | 演唱歌曲                                                                                               |
| 1月1日   | 中央广播电视总台           | 扬帆远航大湾区——2025新年音乐会            | 《一湾潮起》(与许靖韵、麦嘉欣合作)                                                                     |
| 1月22日  | 抖音                       | 抖音小年夜晚会                            | 《听我的心跳》、《热辣滚烫》（与大碗姐合作）                                                           |
| 1月22日  | CCTV-1、CCTV-3             | 央视网络春晚                              | 《光合生长》（与任嘉伦合作）                                                                           |
| 1月23日  | CCTV-1、CCTV-4             | 2024“经典之夜”年度盛典                    | 《打起手鼓唱起歌》（与关牧村合作）、《难忘今宵》（与姜昆、倪萍、关牧村、廖昌永、林依轮、吉克隽逸合作） |
| 1月24日  | 优酷                       | 2025年网络视听盛典                        | 《岁月里的歌》（与李东学、刘宇宁、蓝盈莹、王星越合作）                                                 |
| 1月27日  | 安徽卫视                   | 2025年安徽卫视春节联欢晚会                | 《热辣滚烫》                                                                                           |
| 1月27日  | 山东卫视                   | 2025年山东春节联欢晚会                    | 《万里音缘》（与王克非、胡天越、王雨萌、张朗然、程思远合作）                                           |
| 1月28日  | 中央广播电视总台           | 2025年中央广播电视总台春节联欢晚会        | 《庆·新春》（与蒋勤勤、迪玛希、尤长靖合作）                                                            |
| 1月29日  | 中国各大电视频道及网络平台 | 百花迎春——中国文学艺术界2025春节大联欢    | 《一湾潮起》（与符龙飞合唱）                                                                           |
| 1月29日  | 江苏卫视                   | 2025年江苏卫视 ai荔枝春节联欢晚会         | 《仰望星空》（与张雨霏、王赐月合作）                                                                   |
| 1月31日  | CCTV-1                     | 2025年非遗晚会                            | 《九九八十一》                                                                                         |
| 2月1日   | 央视频                     | 演唱会里看中国 新春系列特别节目——动听之城 | 《鲸》、《热辣滚烫》                                                                                   |
| 2月12日  | 中央广播电视总台           | 2025年中央广播电视总台元宵晚会            | 《上元欢渝夜》(与曹光裕合作)                                                                           |
| 2月12日  | 江苏卫视                   | 2025年江苏卫视 ai荔枝元宵晚会             | 《听我的心跳》                                                                                         |
| 2月12日  | 安徽卫视                   | 2025年安徽卫视元宵晚会                    | 《我多想拥抱你》                                                                                       |
| 5月4日   | CCTV-1                     | 青春赞歌——五四青年节特别节目              | 《迎风起跑》(与周奇合作)                                                                               |

## 颁奖典礼&时尚盛典
| 播出日期 | 频道 | 名稱                         | 备注        |
| 8月5日   |      | 普拉达2022北京时装秀         | DJ打谍+看秀 |
| 9月30日  |      | DNT 上海时装周               | 走秀        |
| 11月18日 |      | COACH奇想旅兔X大白兔联合活动 |             |
| 12月16日 |      | FB The 11th Iss              |             |

| 播出日期 | 频道     | 名稱                     | 备注                                                                                   |
| 1月18日  | 微博     | 2022微博音乐盛典         | 获得“年度新锐歌手”                                                                     |
| 4月26日  | 腾讯视频 | 费加罗风尚盛典           | 演唱《幻想写照》 获得“年度舞台表现力”                                                  |
| 5月4日   | CCTV-6   | 大学生电影节             | 演唱《种星星的人+星尘》                                                                |
| 8月22日  | CCTV-6   | 第四届庐山国际爱情电影周 | 演唱《不见不散》                                                                       |
| 8月30日  |          | 第十八届长春电影节       | 演唱《别再怕》、《在路上》                                                             |
| 9月26日  | 微博     | 2023微博音乐盛典         | 获得年度进取歌手                                                                       |
| 10月31日 | 微博     | 微博迎新之夜             | 演唱《别为难星星》、《FLiGT》、《我多想拥抱你》 获得“年度青春名单转播青春活力人气歌手” |
| 12月2日  | 哔哩哔哩 | 闪光舞台                 | 演唱《等风吹来》、《旧身份》、《U》、《梦游》(与补菜合作) 颁奖嘉宾                     |

| 播出日期 | 频道   | 名稱                   | 备注 |
| 1月9日   | 微博   | 2023微博年度慈善盛典   | 获得“年度公益青年歌手” |
| 1月13日  | 微博   | 2023微博之夜           | 演唱《第一天》（与刘宇、伯远、米卡、许佳琪合作） 获得“年度新势力歌手” |
| 1月23日  |        | 腾讯音乐榜2023年度榜单 | 演唱《鲸》 获得荣誉 歌手希林娜依·高： 腾讯音乐由你榜年度歌手 腾讯音乐榜年度十大歌手 腾讯音乐榜新生代歌手 浪潮榜最年轻冠军歌手 合作曲《是妈妈是女儿》： 腾讯音乐榜年度十大歌曲 腾讯音乐由你榜年度歌曲 腾讯音乐榜黄金单曲 腾讯音乐由你年度电台热度歌曲 浪潮榜综合得分最高歌曲TOP10 专辑《0.25》： 腾讯音乐由你榜年度专辑 专辑合作曲《倒霉遇上你》： 腾讯音乐由你榜年度十大说唱歌曲 《如火》： 腾讯音乐由你榜年度十大游戏歌曲 |
| 4月13日  | 抖音   | 抖音直播年度嘉年华     | 《身骑白马》、《回避型依恋者》 |
| 6月14日  | 抖音   | 抖音电影奇遇夜         | 演唱《最好的朋友》 |
| 7月11日  | 抖音   | 费加罗音乐派对         | 演唱《最好的朋友》、《放下你手中的那片花瓣》、《从我的世界消失吧》 获得“年度能量音乐人” |
| 9月5日   | CCTV-6 | 第十九届长春电影节     | 演唱《繁华依旧》 |
| 9月19日  | 微博   | 首届微博篮球之夜       | 演唱《其时》 获得“年度破圈热力人物” |
| 9月25日  | 微博   | 2024微博音乐盛典       | 获得“年度舞台魅力女艺人” |
| 11月9日  |        | 中美电影节             | 演唱《Love Is My Only Truth》 获得“2024福布新中国最其影响力华人精英评选TOP100” |
| 11月14日 | 微博   | 微博竞燃之夜           | 演唱《热辣滚烫》(与常园合作) 获得“年度竞燃引领之星” |

| 播出日期 | 频道     | 名稱             | 备注                                       |  |
| 1月1日   | 安徽卫视 | 2024国剧盛典     | 演唱《永夜之前》 获得“国剧金声”            |  |
| 1月11日  | 微博     | 2024微博之夜     | 获得“年度拿云飞跃音乐人”                   |  |
| 2月2日   | 江苏卫视 | 中国动画年度盛典 | 演唱《葫芦娃+大头儿子和小头爸爸+无名的人》 |  |
| 3月8日   | QQ音乐   | QQ音乐巅峰盛典   | 演唱《爱丽希梦游仙境》 获得“年度风尚人物”  |  |

## 演唱会
| 日期          | 地点 | 表演曲目 | 备注 |
| ------------- | ---- | --- | ---- |
| 2022年7月30日 | 广州 | 曲目 1. 《年轻的战场》 2. 《幻想写照》 3. 《Live Me Slowly》 4. 《04:16》 5. 《夜画》 6. 《颗粒季》 7. 《FLiGHT》 8. 《来，你说》 9. 《瑕面舞会》 10. 《U》 |      |

| 日期           | 地点 | 表演曲目 | 备注       |
| -------------- | ---- | --- | ---------- |
| 2023年7月21日  | 广州 | 曲目 1. 《瑕面舞会》 2. 《幻想写照》 3. 《美式去冰》 4. 《Follow You》 5. 《师傅，什么是爱情》 6. 《来，你说》 7. 《04:16》 8. 《回避型依恋者》 9. 《我多想拥抱你》 10. 《Love Me Sowly》 11. 《谁伴我闯荡》 12. 《鲸》 13. 《颗粒季》 14. 《FLiGHT》 15. 《微光》 16. 《U》 |            |
| 2023年7月29日  | 北京 | 曲目 1. 《颗粒季》 2. 《美式去冰》 3. 《鲸》 4. 《FLiGHT》 5. 《陪你说说话》 6. 《夜昼》 7. 《Mirror》 8. 《师傅，什么是爱情》 9. 《U》 | 生日特别场 |
| 2023年8月5日   | 南京 | 曲目 1. 《瑕面舞会》 2. 《幻想写照》 3. 《美式去冰》 4. 《Follow You》 5. 《Emerald City》 6. 《倒霉遇上你》 7. 《来，你说》 8. 《情场现形祭》 9. 《回避型依恋者》 10. 《04:16》 11. 《颗粒季》 12. 《Love Me Sowly》 13. 《一直很安静》 14. 《鲸》 15. 《Don't Wanna Be Alone》 16. 《FLiGHT》 17. 《师傅，什么是爱情》 18. 《U》                                                            |            |
| 2023年11月25日 | 成都 | 曲目 1. 《瑕面舞会》 2. 《幻想写照》 3. 《美式去冰》 4. 《FLiGHT》 5. 《等风吹来》 6. 《回避型依恋者》 7. 《Don't Wanna Be Alone》 8. 《来，你说》 9. 《04:16》 10. 《情场现形祭》 11. 《Someone You Loved》 12. 《颗粒季》 13. 《BABYDOLL》 14. 《倒霉遇上你》(与法老合唱) 15. 《Emerald City》 16. 《鲸》 17. 《云泥》 18. 《别为难星星》 19. 《旧身份》 20. 《师傅，什么是爱情》 21. 《U》 | 嘉宾：法老 |

| 日期          | 地点 | 表演曲目 | 备注          |
| ------------- | ---- | --- | ------------- |
| 2024年8月16日 | 广州 | 曲目 1. 《爱丽希梦游仙境》 2. 《瑕面舞会+倒霉遇上你》 3. 《来，你说》 4. 《鲸》 5. 《喜欢你》 6. 《你最最最重要+双马尾》 7. 《旧身份》 8. 《白裙子黑童话》 9. 《分裂前的时刻》 10. 《回避型依恋》 11. 《Cmerald City》 12. 《情场现形祭》 13. 《从我的世界消失吧》 14. 《冷战》（与Tizzy T合唱） 15. 《云泥+一直很安静+织心》 16. 《为什么乌鸦会像写字台》 17. 《Fight of Your Life》 18. 《净含量750毫升》 19. 《放下你手中的那片花瓣+What lf+谁伴我闯荡》 20. 《颗粒季》 21. 《Mirror》 22. 《热辣滚烫》 23. 《U》     | 嘉宾：Tizzy T |
| 2025年7月26日 | 上海 | 曲目 1. 《爱丽希梦游仙境》 2. 《瑕面舞会+倒霉遇上你+来，你说》 3. 《Someone You Loved》 4. 《喜欢你》 5. 《你最最最重要》 6. 《Follow You》 7. 《白裙子黑童话》 8. 《听我的心跳》 9. 《从我的世界消失吧》 10. 《Love Me Slowly》 11. 《天若有情》 12. 《颠倒》（与戴佩妮合作） 13. 《风月局中》 14. 《织心》 15. 《情場現形祭》 16. 《为什么乌鸦会像写字台》 17. 《Fight Of Your Life》 18. 《净含量750毫升》 19. 《放下你手中的那片花瓣+What If》 20. 《燼火》 21. 《颗粒季》 22. 《Mirror》 23. 《热辣滚烫》 24. 《U》 | 嘉宾：戴佩妮  |

### 担任演唱会嘉宾/拼盘演唱会
| 日期               | 地点 | 名称                                                  | 表演曲目 | 备注     |
| ------------------ | ---- | ----------------------------------------------------- | --- | -------- |
| 2023年6月8日       | 北京 | 黄绮珊-绮望三十2022巡回演唱会 北京收官之夜            | 1. 《是妈妈是女儿》(与黄绮珊合作) |          |
| 2024年3月30日      | 广州 | 李斯丹妮-「低空飞行」巡回演唱会 成都站                | 1. 《顺着风的方向》(与李斯丹妮合作) 2. 《一眼》                                                                                                  |          |
| 2024年6月15日      | 上海 | 周柏豪-2024奔赴世界巡回演唱会 上海站                  | 1. 《哪里都是你》(与周柏豪合作) 2. 《放下你手中的那片花瓣》                                                                                      |          |
| 2024年6月22日      | 上海 | 黄绮珊- 「晚霞·不晚」2024巡回演唱会 上海站            | 1. 《是妈妈是女儿》（与黄绮珊合作) 2. 《What If》                                                                                                |          |
| 2024年8月2日       | 兰州 | 无限X巡回演唱会 兰州站                                | 1. 《织心》 2. 《热辣滚烫》 |          |
| 2024年9月15日-16日 | 北京 | 玛丽亚·凯莉- 「The Celebration of Mimi」演唱会 北京站 | 1. 《喜欢你》 2. 《Emerald City》 3. 《热辣滚烫》                                                                                                | 暖场嘉宾 |
| 2025年3月15日      | 南宁 | 潮流天后演唱会 南宁站                                 | 曲目 1. 《一直很安静》 2. 《我多想拥抱你》 3. 《鲸》 4. 《为什么乌鸦会像写字台》 5. 《What if》 6. 《Are You Happy Now》 7. 《从我的世界消失吧》 |          |
| 2025年4月13日      | 贵阳 | 太一-代号•「茧」² 巡演 贵阳站                         | 1. 《最后的超级赛亚神》(与太一合作) 2. 《负重一万斤长大》(与太一合作) 3. 《What If》                                                             |          |
| 2025年4月30日      | 南京 | 金陵金箔音乐盛典                                      | 1. 《一直很安静》 2. 《鲸》 3. 《听我的心跳》 4. 《热辣滚烫》                                                                                    |          |
| 2025年5月1日       | 随州 | 华语天后·寻根随州演唱会                               | 曲目 1. 《一直很安静》 2. 《我多想拥抱你》 3. 《鲸》 4. 《净含量750毫升》 5. 《旧身份》 6. 《从我的世界消失吧》 7. 《Are You Happy Now》         |          |

## 音乐节
| 日期     | 地点 | 名稱           | 演唱歌曲                                                                 |
| 7月16日  | 杭州 | 横店水上音乐节 | 曲目 1. 《U》 2. 《年轻的战场》 3. 《Love Me Slowly》 4. 《Follow You》  |
| 11月16日 | 成都 | 天空音乐节     | 曲目 1. 《瑕面舞会》 2. 《来，你说》 3. 《FLIGHT》 4. 《摘下乌云盖着我》 |

| 日期     | 地点 | 名稱                                   | 演唱歌曲 |
| 5月20日  | 成都 | 欢乐谷银河方舟音乐节                   | 曲目 1. 《微光》 2. 《Emerald City》 3. 《回避型依恋者》 4. 《鲸》 5. 《美式去冰》 6. 《师傅，什么是爱情》                                             |
| 5月28日  | 海口 | 抖音户外生活节                         | 曲目 1. 《师傅，什么是爱情》 2. 《回避型依恋者》 3. 《幻想写照》 4. 《来，你说》 5. 《微光》 6. 《瑕面舞会》                                           |
| 6月10日  | 深圳 | 南山流行音乐节                         | 曲目 1. 《鲸》 2. 《向阳》 3. 《我多想拥抱你》 |
| 6月19日  | 成都 | 我们的毕业歌                           | 曲目 1. 《我多想拥抱你》 2. 《美式去冰》 3. 《build your dreams》                                                                                      |
| 7月8日   | 北京 | NEXT SINGER 2023全国校园音乐大赛总决赛 | 曲目 1. 《鲸》 2. 《我多想拥抱你》 |
| 7月23日  | 杭州 | 千古情音乐节                           | 曲目 1. 《微光》 2. 《美式去冰》 3. 《鲸》 4. 《我多想拥抱你》 5. 《Emerald City》 6. 《幻想写照》 7. 《回避型依恋者》 8. 《师傅，什么是爱情》         |
| 9月17日  | 成都 | 蜜雪冰城冰淇淋音乐节                   | 曲目 1. 《鲸》 2. 《Don't Wanna Be Alone》 3. 《回避型依恋》 4. 《幻想写照》 5. 《一直很安静》 6. 《Emerald City》 7. 《美式去冰》 8. 《倒霉遇上你》   |
| 10月1日  | 重庆 | 抖音汽车嘉年华银河方丹音乐节           | 曲目 1. 《鲸》 2. 《Don't Wanna Be Alone》 3. 《别为难星星》 4. 《我多想拥抱你》 5. 《一直很安静》 6. 《Emerald City》                                 |
| 10月2日  | 佛山 | 国潮音乐节                             | 曲目 1. 《经年》 2. 《一直很安静》 3. 《谁伴我闯荡》 4. 《Don't Wanna Be Alone》 5. 《美式去冰》 6. 《鲸》 7. 《回避型依恋者》 8. 《师傅，什么是爱情》 |
| 10月21日 | 南昌 | 伶伦音乐节                             | 曲目 1. 《Emerald City》 2. 《一直很安静》 3. 《鲸》 4. 《美式去冰》 5. 《Don't Wanna Be Alone》 6. 《回避型依恋者》 7. 《别为难星星》 8. 《旧身份》   |

| 日期     | 地点     | 名稱               | 演唱歌曲 |
| 5月26日  | 乌鲁木齐 | 新疆超级草莓音乐节 | 曲目 1. 《净含量750毫升》 2. 《放下你手中的那片花瓣》 3. 《分裂前的时刻》 4. 《what lf》 5. 《师傅，什么是爱情》 6. 《一直很安静》 7. 《热辣滚烫》 8. 《炽心》                 |
| 9月30日  | 阿拉善盟 | 阿拉善盟英雄会     | 曲目 1. 《炽心》 2. 《为什么乌鸦会像写字台》 3. 《放下你手中的那片花瓣》 4. 《从我的世界消失吧》 5. 《热辣滚烫》                                                               |
| 10月2日  | 常州     | 常州太湖湾音乐节   | 曲目 1. 《师傅，什么是爱情》 2. 《一直很安静》 3. 《为什么乌鸦会像写字台》 4. 《净含量750毫升》 5. 《热辣滚烫》 6. 《从我的世界消失吧》                                        |
| 11月23日 | 佛山     | gapday音乐节       | 曲目 1. 《我多想拥抱你》 2. 《为什么乌鸦会像写字台》 3. 《净含量750毫升》 4. 《放下你手中的那片花瓣》 5. 《What If》 6. 《热辣滚烫》 7. 《从我的世界消失吧》 8. 《听我的心跳》 |

| 日期    | 地点 | 名稱                 | 演唱歌曲 |
| 3月29日 | 泸州 | 酒城乐航音乐节       | 曲目 1. 《鲸》 2. 《为什么乌鸦会像写字台》 3. 《一直很安静》 4. 《净含量750毫升》 5. 《我多想拥抱你》 6. 《从我的世界消失吧》 7. 《Are You Happy Now》                                     |
| 4月5日  | 温州 | 大麓青年音乐节       | 曲目 1. 《鲸》 2. 《What If》 3. 《我多想拥抱你》 4. 《为什么乌鸦会像写字台》 5. 《净含量750毫升》 6. 《一直很安静》 7. 《从我的世界消失吧》 8. 《Are You Happy Now》                      |
| 4月22日 | 大理 | 百日音旅汽水音乐现场 | 曲目 1. 《鲸》 2. 《幻想写照》 3. 《为什么乌鸦会像写字台》 4. 《Emerald City》 5. 《美式去冰》 6. 《别为难星星》 7. 《听我的心跳》 8. 《走走》(与银河快递合作) 9. 《足够》(与银河快递合作) |
| 5月4日  | 衢州 | 新蜂音乐节           | 歌单 1. 《鲸》 2. 《为什么乌鸦会像写字台》 3. 《一直很安静》 4. 《What If》 5. 《我多想拥抱你》 6. 《净含量750毫升》 7. 《从我的世界消失吧》 8. 《Are You Happy Now》                      |

## 杂志
| 年份   | 日期     | 杂志名称           | 备注                                        |
| 2021   | 12月15日 | 精品购物指南       | 首个个人杂志                                |
| 2022   | 6月14日  | VOGUE              | 开放麦                                      |
| 2022   | 9月15日  | 男人装             | 9月刊封面                                   |
| 2022   | 10月15日 | 候场PAUSE          | 10月刊封面                                  |
| 2022   | 10月20日 | 伊周               | 10月刊封面                                  |
| 2022   | 10月28日 | 势界PowerCircles   | 2022年度维吾尔族花毡技艺星推官              |
| 2022   | 12月30日 | PURPLE PEARL中文版 | 封面人物                                    |
| 2023   | 1月18日  | IDOU               | 《旅行者》2023年开年刊封面人物 拍摄地：青岛 |
| 2023   | 4月25日  | tmrw中文版         |                                             |
| 2023   | 5月20日  | 1626               | 封面人物 拍摄地：新疆                       |
| 2023   | 9月6日   | Wonderland         |                                             |
| 2023   | 10月31日 | BLUECHARM          | 10月刊                                      |
| 2024   | 2月6日   | 尼龙               |                                             |
| 2024   | 4月22日  | IDOU               | 4月刊AB版4封面 拍摄地：墨尔本               |
| 2024   | 6月8日   | 嘉境               | 守护珊瑚海行动大使 世界海洋日环保别册封面   |
| 2025年 | 3月17日  | 新旅行             | 封面人物 拍摄地：新加坡                     |

## 商务
| 年份 | 日期    | 品牌      | 性质                 |
| 2020 | 8月8日  | 红牛      | 品牌代言人           |
| 2020 | 9月15日 | ABC       | 品牌代言人           |
| 2021 | 1月1日  | COACH腕表 | 品牌挚友             |
| 2022 | 1月4日  | Kappa     | 青春品牌大使         |
| 2022 | 5月9日  | COACH腕表 | 品牌代言人           |
| 2022 | 7月18日 | 美宝莲    | 品牌大使             |
| 2023 | 5月22日 | 小米      | Civi 3潮流体验官     |
| 2023 | 5月23日 | 奈雪的茶  | 霸气一桶桃分享官     |
| 2023 | 7月9日  | Ulike     | 自U大使              |
| 2023 | 7月31日 | 穿越火线  | 品牌大使             |
| 2023 | 8月7日  | 百事      | 潮品首席推荐官       |
| 2023 | 9月4日  | 比亚迪    | 青春品牌大使         |
| 2023 | 9月5日  | 溪木源    | 山茶花系列品牌代言人 |
| 2024 | 3月1日  | INWHAT    | 中国区品牌代言人     |
| 2024 | 4月7日  | realme    | 真我高能体验官       |

## MV演出
| 日期           | 歌手   | 歌名     | 备注 |
| 2022年12月14日 | 陈乐一 | 迷雾森林 |      |